# Eugen Fox

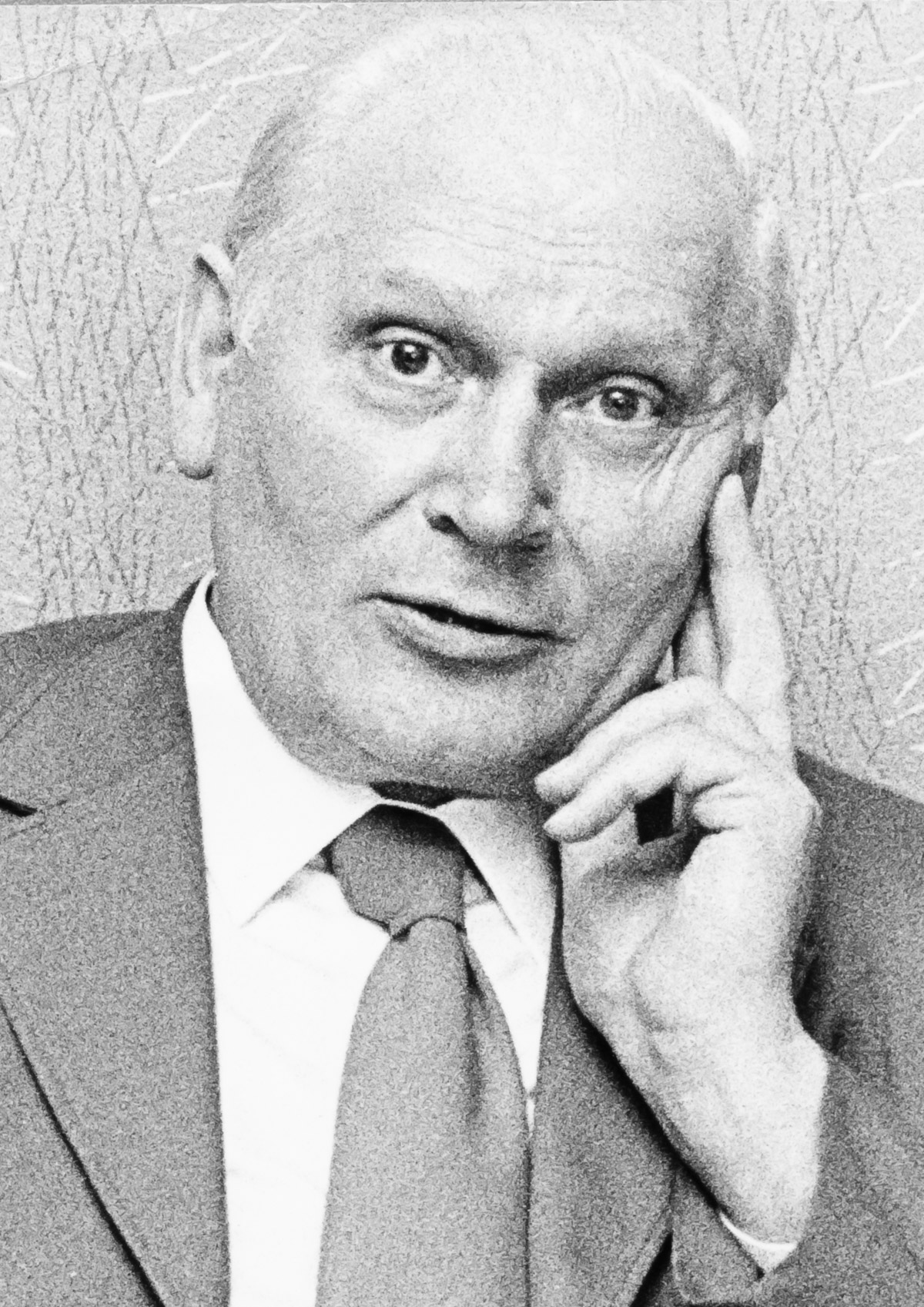
Eugen Fox

Eugen Fox (* 29. August 1911 in Duisburg; † 19. September 1988 in Xanten) war ein deutscher Lyriker und Fotograf.

## Werdegang
Seine Kindheit war durch die Wirren des Ersten Weltkrieges gekennzeichnet. Seine ersten Lebensjahre verbrachte er in Lüttingen, Köln und Malmedy. In Malmedy besuchte er das Athénée Royal Ardenne und machte eine Ausbildung zum Elektriker. Die Einberufung zum Wehrdienst im Zweiten Weltkrieg zwang ihn Belgien zu verlassen. Er kehrte im Mai 1945 aus Dänemark nach Xanten zurück und machte sich dort als Elektromeister selbständig.
Seine Hilfe beim Wiederaufbau der Stadt Xanten beschränkte sich nicht nur auf Trümmerbeseitigung und Stromversorgung. Sein Interesse galt vielmehr auch dem gesellschaftlichen Leben der Stadt. Er gründete im Juni 1949 den Schachverein Xanten zusammen mit seinem Freund, dem Maler Gustav Ruhnau, Mitglied des Niederrheinischen Künstlerbunds. 1956 gab er seine Selbstständigkeit auf und wurde im Hüttenwerk Rheinhausen angestellt.
Sein größtes Engagement galt dem Schutz der Kinder. Er gründete im Dezember 1965 den ersten Ortsverband des Deutschen Kinderschutzbundes am Unteren Niederrhein. Er kümmerte sich nicht nur um das Wohlergehen einzelner Kinder, sondern organisierte eine Vielzahl von Vorträgen in Zusammenarbeit mit Elisabeth Trube-Becker, Rechtsmedizinerin an der Universität Düsseldorf, um Gewalt und Missbrauchsfälle öffentlich zu machen. Für seine Verdienste wurde ihm im Oktober 1976 das Bundesverdienstkreuz durch Landrat Werner Röhrich überreicht.
In seinem Nachlass fanden sich eine Vielzahl Schwarz-Weiß-Fotografien vom Leben in Xanten in den 50er und 60er Jahren. Sie zeigen die Schönheit des Alltäglichen und die kleinen Momente des Glücks. Es gibt verschiedene Serien: die Arbeiten an St. Viktor (Xanten), das Leben auf den Straßen von Xanten und die Kinder, denen er viel Aufmerksamkeit schenkte. 90 Fotografien hat das Rheinische Bildarchiv in Köln übernommen.
Seine Liebe zu Xanten und die Schönheit des Alltäglichen findet auch Ausdruck in seinen Gedichten, Sonette und Mundartgedichte „op Santes Platt“. Sie sind 1990 in dem Buch Abschied im Herbst im Brendow Verlag erschienen. Für eins dieser Gedichte gewann er den 2. Preis im 3. internationalen Lyrikerwettbewerb und wurde im Mai 1981 in Witten an der Ruhr mit der Medaille Unsterbliche Rose ausgezeichnet.
Eugen Fox starb im Alter von 77 Jahren am 19. September 1988 in Xanten.

## Ehrungen
- 1976: Verdienstkreuz am Bande der Bundesrepublik Deutschland